# Opovo
Opovo ili Opava (srp.: Опово)  je naselje u Vojvodini (Srbija), središte istoimene općine Opovo.

## Zemljopis
Opovo je seosko naselje u općini Opovo u Južnobanatskom okrugu. Nalazi se na lijevoj obali rijeke Tamiš sjeverno od Beograda.

## Povijest
U okolici Opova postoje bogata arheološka nalazišta koja pripadaju periodu Starčevačke kulture. Iskopavanja su vršili američki arheolozi osamdesetih godina dvadesetog stoljeća. Neki od pronađenih predmeta nalaze se u muzeju u Pančevu. Velike zasluge pronalasku mnogobrojnih predmeta koji pripadaju tekovinama starčevačke kulture na teritoriji Opova pripadaju katoličkom svećeniku Andeasu Majeru, koji je te predmete sakupljao i predao ih pančevačkom muzeju.

## Stanovništvo
Prema popisu stanovništva iz 2002. godine u naselju živi 4.693 stanovnika, od toga 3.742 punoljetna stanovnika, a prosječna starost stanovništva iznosi 39,5 godina (38,3 kod muškaraca i 40,6 kod žena). U naselju ima 1.500 domaćinstava, a prosječan broj članova po domaćinstvu je 3,13.
Naselje je pretežno naseljen Srbima, početkom '90-ih godina prošloga stoljeća mnogo se Hrvata zbog pritisaka odselilo iz Opova, tako da danas Hrvati koji čine 5,77% stanovništva i najbrojnija su manjina u naselju. Opovski su Hrvati dali poznatog atletskog rekordera, državnog reprezentativca i poznatog partizanskog borca Jovana Mikića Spartaka.